# Bromičnan sodný
Bromičnan sodný (vzorec NaBrO3) je bílá krystalická látka dobře rozpustná ve vodě. Je to silné oxidační činidlo, které se při zahřátí na teplotu tání rozkládá za uvolnění kyslíku.

## Příprava
Připravuje se reakcí bromu s roztokem hydroxidu sodného. Reakce je vratná, takže změnou reakčních podmínek lze z bromidu a bromičnanu získat brom:
3 Br2 + 6 NaOH ↔ NaBrO3 + 5 NaBr + 3 H2O
Další možnost přípravy je rozkladem bromnanů nebo redoxní reakcí chlorečnanu s bromidem:
3 NaBrO → NaBrO3 + 2 NaBr
NaClO3 + NaBr → NaBrO3 + NaCl